# Bertha von Suttner
Bertha von Suttner (rođena Kinsky; Prag, 9. lipnja 1843. – Beč, 21. lipnja 1914.), austrijska književnica. 
Zalagala se za mir u svijetu i dobila Nobelovu nagradu za mir 1905. godine. Smatra ju se za veliku ljubav Alfreda Nobela.

## Djela
- "Dolje s oružjem!" Naklada Luč, Zagreb 1913.